# Туризм у Латвії

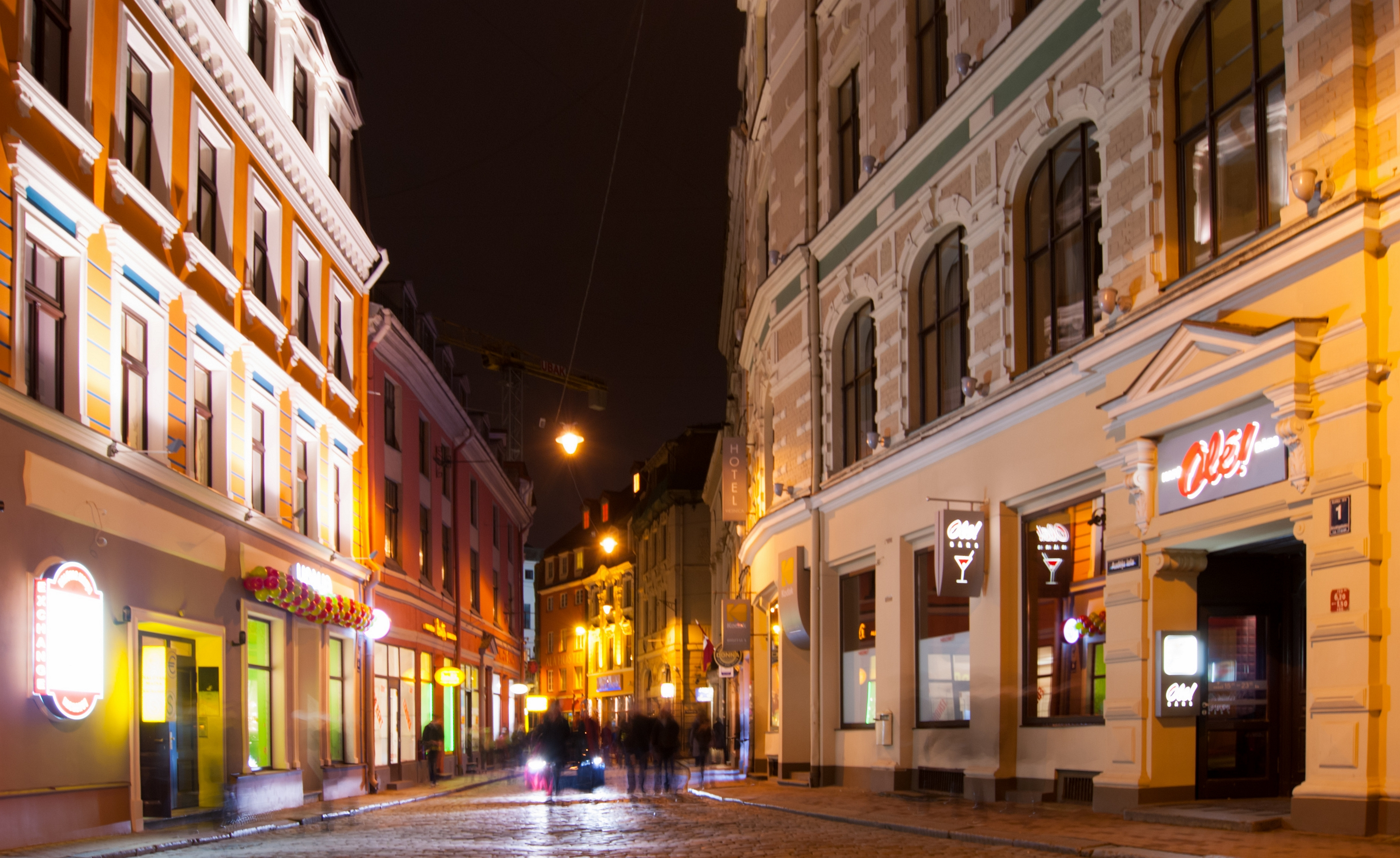
Старе місто Риги вночі

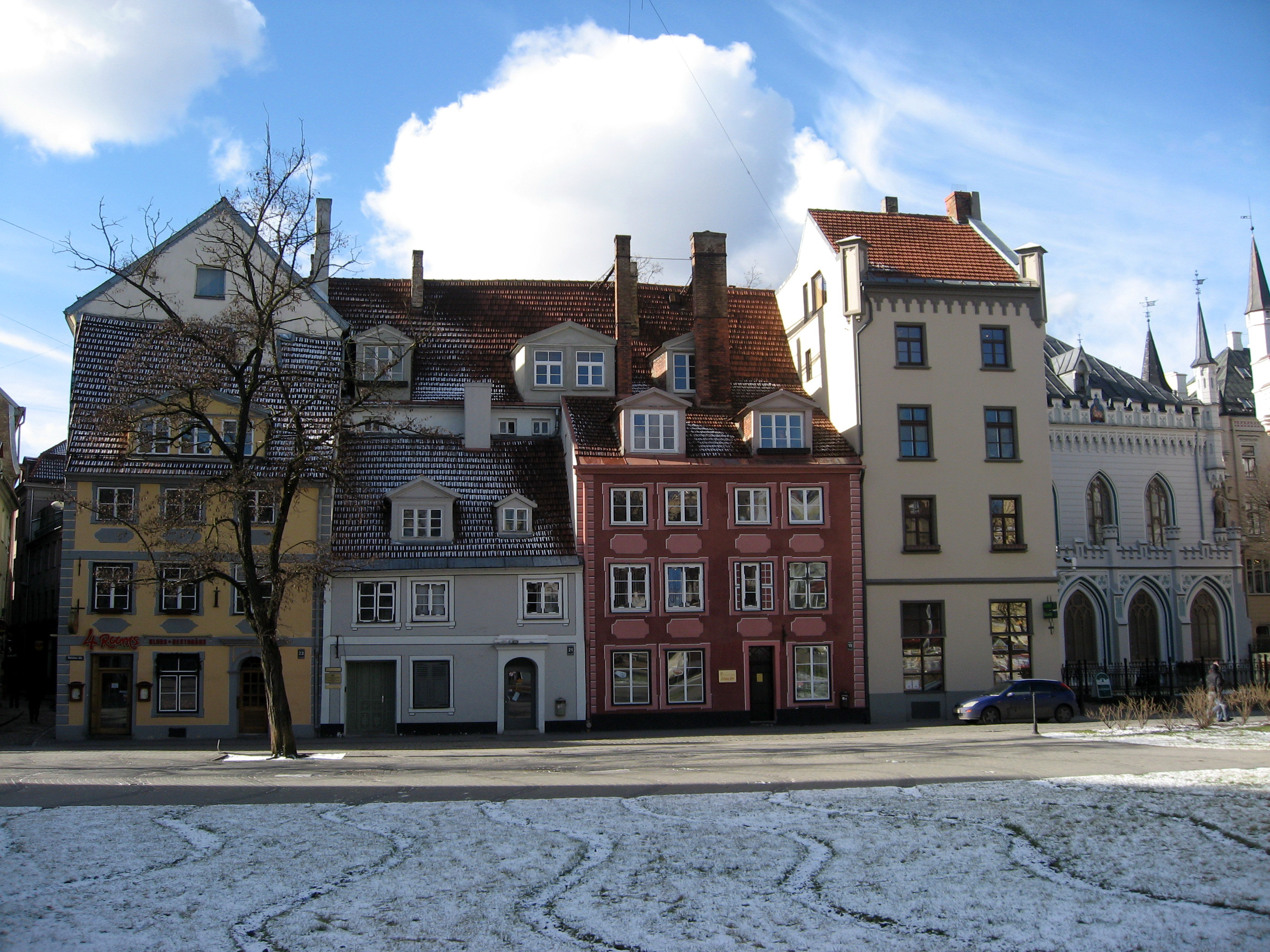
Площа Ліву в Старому місті

Туризм у Латвії є однією з важливих складових економіки республіки з часів СРСР. У 2007 внесок туристичного сектору в економіку країни оцінювався в 4,1% ВВП. Вже за часів СРСР туризм в Латвії був досить диференційований за секторами: розрізнялися пляжний, санаторно-курортний, фестивальний і історичний потоки. У 1990 році Ризький аеропорт зареєстрував свій рекордний пасажиропотік в обсязі 2,0 млн осіб. У 2000-і роки країну щорічно відвідували близько 5 млн іноземних громадян. Традиційно найпопулярнішими напрямками були і залишаються Рига і Юрмала. До нових різновидів туризму відносяться екологічний туризм, а також секс-туризм. Зростанню популярності Латвії серед британців, німців і скандинавів сприяло прискорений розвиток Риги як хаба для багатьох лоу-костерів, принаймні до фінансової кризи кінця 2000-х років. Варто зазначити що чисті прибуття до сих пір не можуть вийти на рівень пізньорадянських часів: з 3,8 млн пасажиропотоку в 2008 році 1,5 доводилося на транзитних пасажирів, тобто тих хто не мав можливості ознайомитися з країною. Внутрішньолатвійський туризм, який мав у минулому важливе значення, в даний час зазнає труднощів у зв'язку з різким скороченням внутрішнього ринку країни, пов'язаного в першу чергу з різким падінням чисельності та старінням населення Латвії в період після здобуття незалежності.

## Історія розвитку туризму у Латвії
Поїздка до Латвії для пересічного радянського громадянина вважалася своєрідним «вікном у Європу». Згадати у розмові про проведену відпустку в Ризі чи Юрмалі було ознакою доброго тону. Відпочинок на ризькому узбережжі вибирали шанувальники культурного і водночас оздоровчого відпочинку. Сьогодні Латвія повноправна європейська держава, а ситуація у сфері туризму відрізняється від того, що було в 90-х роках. До Латвії приїздять туристи як із Заходу, так і зі Сходу. 26 серпня 1991 року Україна визнала державну незалежність Латвійської Республіки, а 4 грудня 1991 року Латвія визнала державну незалежність України. Дипломатичні відносини між двома країнами були встановлені 12 лютого 1992 року. З 1993 року у Ризі функціонує Посольство України в Латвії, а у Києві діє Посольство Латвійської Республіки. Для поглиблення двосторонніх відносин та розширення співробітництва між країнами у липні 2005 року відкрила Почесне консульство у Львові. У квітні 2006 року відкрито Почесне консульство України у місті Вентспілсі.
Розвиток туризму - один із пріоритетних напрямків в економіці Латвії і є одним з найбільш стрімко розвиваючих галузей. Так, у Латвії спостерігається стабільний приріст закордонних туристів,і кількість туристів вже перевищує 4 млн. на рік, що майже в два рази більше населення Латвії.

## Відновлення Латвії після кризи
З 2011 року, коли економіка Латвії почала своє оздоровлення після кризи, галузь туризму постійно радувала позитивно зростаючими результатами. Таким був і 1-й квартал 2015 року, про що свідчать дані Центрального статистичного управління. У 1-му кварталі 2015 року в готелях та інших місцях проживання туристів, було обслуговано 360,5 тис. Гостей, що на 3,4% більше, ніж в 1-му кварталі 2014 року. Число іноземних гостей зросло на 1,0%, а число латвійських туристів - на 8,3% в порівнянні з 1-го кварталом 2014 року. Хоча дані статистики очікувалися з великою тривогою і число російських туристів в 1-му кварталі 2015 року скоротилося на 40%, все ж скорочення їх числа компенсували туристи із західних держав і гості з сусідніх країн - Литви (+ 19,5%), Білорусі ( + 8%) та Естонії (+ 3,3%). В першій половині 2015 року Латвія була країною, яка головувала в Раді ЄС. Саме у першому кварталі особливо зросла кількість гостей з Бельгії (на 141,0%). Значно зросла і кількість гостей із Сполученого Королівства Великобританії (на 49,3%), Данії (38,2%), Нідерландів (36,7%) і Франції (32,8%)

## Розвиток туризму в постпандемічний період в Латвії
Пандемія COVID-19, яка спричинила найдовшу, найширшу та найглибшу кризу в туристичній індустрії у світі, також зробила туризм одним із найбільш постраждалих секторів у Латвії. Туристичні послуги можна оцінити як одну з можливостей економічного розвитку Латвії. Вони є важливим джерелом доходу та рушійною силою зростання валового внутрішнього продукту країни.
У 2021 р. у регіонах Відземе та Земгале кількість готелей та закладів розміщення туристів, а також спальних місць збільшилася. Необхідно зазначити, що в регіонах Відземе та Курземе зосереджено значну кількість готелей та закладів розміщення туристів порівняно із Ригою. Найбільш популярним регіоном туристів, у тому числі і нерезидентів в Латвії є Рига (район та область) та Курземе. Представлені дані свідчать, що незважаючи на наявність туристичної інфраструкутри такі регіони як Земгале та Латгалія залишаються менш популярними серед туристів, у тому числі і нерезидентів. У регіонах Латвії туристична пропозиція є фрагментарною, однорідною і включає задоволення непов’язаних основних туристичних потреб, вона часто не пропонується як комплексна пропозиція і не охоплює ширшого масштабу.
З метою розвитку туристичної індустрії в постпандемічному періоді в Латвії та в регіонах країни державні органи влади запровадили наступні основні заходи :
- підвищення рівня освіти та навичок у сфері туризму;
- боротьба із сезонністю - організація різномантіних заходів, конференцій та виставок, оздоровчого та медичного туризму;
- відновлення обсягів туристичних послуг у сфері розміщення за рахунок встановлення для бізнесу податку на додану вартість на рівні 5%;
- підвищення якості туристичної пропозиції - запровадження сертифікації якості Q-Latvia на туристичні продукти та послуги. Якісна сертифікована продукція чи послуга має бути стійкою, пропонувати інноваційні рішення, бути орієнтованою на експорт з високим рівнем якості та залучення туристів, а також мати високу додану вартість.

У результаті запровадження низки заходів щодо розвитку регіонального туризму в постпандемічному періоді в Латвії суб’єкти туристичної індустрії країни зможуть запропонувати якісні туристичні продукти та послуги, підвищуючи їх конкурентоспроможність та експортну спроможність як на внутрішньому, так і на міжнародному рівні, забезпечити створення та координацію потужної туристичної мережі, розробити ефективну маркетингову стратегію, пов’язану з ринковим попитом та позиціонуванням туристичних дестинацій, розбудовою управлінського потенціалу для створення та розвитку комплексних та інноваційних туристичних продуктів і послуг.

## Управління туризмом в Латвії
Управління туризмом у Латвії є багатогранним процесом, що передбачає скоординовану діяльність різних організацій і структур. Основним органом, що відповідає за розвиток галузі, є Міністерство економіки, яке визначає стратегічні напрями та розробляє політику підтримки туристичного сектору. Державна стратегія включає заходи з просування країни на міжнародній арені, стимулювання інвестицій, розвиток інфраструктури та забезпечення стійкого розвитку.
Одним із ключових елементів управління є діяльність Латвійського агентства інвестицій і розвитку (LIAA). Ця організація активно займається маркетингом, просуванням Латвії як привабливого туристичного напрямку, організовує участь країни в міжнародних туристичних виставках та форумах, сприяє залученню іноземних туристів. Особливу увагу приділяють цифровим платформам для популяризації латвійських туристичних продуктів і послуг.
На регіональному рівні важливу роль відіграють місцеві туристичні організації, які зосереджуються на розвитку та промоції конкретних територій. Це включає покращення інфраструктури, організацію культурних та спортивних заходів, розвиток агротуризму та екотуризму, створення унікальних туристичних маршрутів і програм.
Інфраструктура є невід’ємною частиною туристичної галузі. Важливим аспектом є модернізація транспортних сполучень, покращення умов проживання та харчування для туристів, а також розвиток нових зон відпочинку. Міжнародний аеропорт Рига, як головний транспортний вузол, відіграє ключову роль у забезпеченні доступності Латвії для іноземних гостей.
Стійкий розвиток туризму є пріоритетом. Це включає заходи з охорони природних ресурсів, підтримки біорізноманіття та впровадження екологічно чистих технологій. Використання принципів сталого розвитку сприяє збереженню природної краси та культурної спадщини країни для майбутніх поколінь.
Управління туризмом у Латвії базується на комплексному підході, що включає співпрацю між державними та приватними структурами, а також постійну адаптацію до змін на світовому туристичному ринку.

## Асоціація готелів та ресторанів Латвії
Асоціація готелів та ресторанів Латвії (LVRA) створена у 1993 році – є громадською організацією, котра  об’єднує готелі, гостьові будинки, мотелі і ресторани з метою професійного співробітництва. Завданням цього проекту є поліпшення якості обслуговування клієнтів, упорядкування ринку готельного бізнесу в Латвії, а також представлення сфери готельного і ресторанного бізнесу Латвії на міжнародному рівні. LVRA уклала договір про співпрацю з Латвійською асоціацією турагентів (ALTA).

## Туристична поліція
На жаль, Латвії довелося зіткнутися і з категорією так званих «дешевих туристів». Їх не цікавлять пам’ятки архітектури, море та інші туристичні родзинки Латвії. Мета їхньої поїздки – дешевший у порівнянні з іншими європейськими країнами алкоголь і секс-туризм. 
Щоб не дозволяти таким туристам порушувати правила поведінки, а також допомагати їм у скрутних обставинах, у 2009 році у Ризі було створено туристичну поліцію

## Туризм в Ризі
Розуміючи, що час диктує нові вимоги, представники латвійської туристичної галузі та рекламні фахівці розробили нову туристичну концепцію Риги і Латвії загалом.
Відтепер Рига себе рекламує під новим брендом «LIVE RIGA», як місто, до якого легко дістатися, але емоційно важко залишити. Завдяки активній рекламній компанії цього року столицю Латвії відвідало на 20 відсотків більше туристів. 
Без всякого сумніву, найбільшим культурним, та й історичним центром Латвії є її столиця - Рига. Місто було засноване в 1201, і з тих пір неодноразово перебудовувалося і змінювалося. Місто багатющий архітектурними пам'ятниками. Знаменитий «Старе Місто» зі своєю середньовічною забудовою занесений до списку історичної спадщини ЮНЕСКО.
Чарівна атмосфера Старого міста Риги, затишні кафе, Домський собор із унікальним органом, який має 6786 труб, готика та відомий ризький югендстиль особливо приваблюють туристів із Скандинавії, Німеччини та сусідніх Литви й Естонії.
Морські туристичні лайнери та пасажирські пороми, які приймає Ризький порт, привозять до столиці Латвії туристів і з інших країн світу. Лише в липні цього року в Ризький порт зайшло 20 круїзних кораблів, на яких до столиці Латвії прибуло понад 20 тисяч туристів.

## Рига  під новим брендом
Розуміючи, що час диктує нові вимоги, представники латвійської туристичної галузі та рекламні фахівці розробили нову туристичну концепцію Риги і Латвії загалом.
Відтепер Рига себе рекламує під новим брендом «LIVE RIGA», як місто, до якого легко дістатися, але емоційно важко залишити. Завдяки активній рекламній компанії цього року столицю Латвії відвідало на 20 відсотків більше туристів.
Чарівна атмосфера Старого міста Риги, затишні кафе, Домський собор із унікальним органом, який має 6786 труб, готика та відомий ризький югендстиль особливо приваблюють туристів із Скандинавії, Німеччини та сусідніх Литви й Естонії.
Морські туристичні лайнери та пасажирські пороми, які приймає Ризький порт, привозять до столиці Латвії туристів і з інших країн світу. Лише в липні цього року в Ризький порт зайшло 20 круїзних кораблів, на яких до столиці Латвії прибуло понад 20 тисяч туристів.

## Туризм в Юрмалі
Юрмала  — найбільший курорт на березі Ризької затоки, розташований неподалік офіційної столиці Латвії — Риги. У минулому це було улюблене місце відпочинку партійної еліти та радянського бомонду. Сьогодні тут значно менше фестивалів, але місто не здається та щороку вітає туристів з усього світу. Юрмале є чим здивувати досвідчених туристів — вікові сосни, чисте повітря, море та величезні парки. Європейська врівноваженість та стабільність, у поєднанні зі слов’янською гостинністю, роблять цей курорт одним із улюблених та популярних у всій Прибалтиці.Сучасна Юрмала складається з кількох районів: Дзінтарі, Асарі, Вайварі, Дубулти, Майорі, Каугурі, Слока та інших. Елітними (з найдорожчою нерухомістю) вважаються Мелужі та Асарі. Тихий бюджетний район з аквапарком – Вайварі. Якщо ви любите пам’ятники архітектури, тоді краще зупинитись у районі Дубулти. Спальними районами, з безліччю багатоповерхівок, є Слока і Каугурі. Тут можна дешево винайняти квартиру на будь-який термін.
Головна цінність Юрмали не в історичних пам’ятках архітектури, хоч вони тут є, і не в санаторіях та оздоровницях, яких тут теж достатньо, а в дивовижній первісній природі. Вікові сосни, Кемерський національний парк, чисті озера, грязьові джерела – все це сподобається туристам, які віддають перевагу еко-відпочинку.

#### Історія Юрмали
Це місце з давніх-давен користувалося великою популярністю. Мінеральні джерела та грязьові процедури здавна були потрібні всім, хто хотів зміцнити здоров’я. Сама Юрмала була поділена на 3 частини: район Кемері служив державним курортом Російської імперії, у Дубулти з’явилися перші купальні, а Слока отримав самоврядування і статус «містечка». Тут відновлювали свої сили офіцери російської армії після битв із військами Наполеона. Неспекотна погода, велика кількість лісів, дюн, піщані пляжі — слава про ці землі швидко розлетілася по всій Імперії.
Оцінивши природні можливості Юрмали, тут почали відкривати дедалі більше купалень. Зросла популярність сприяла появі 1843 року першої залізниці. До цього сполучення між містами було лише кінним.
В 1946 Юрмала була включена до складу Риги, як окремий район.
З відновленням незалежності Латвії місто, незважаючи на кризові явища, продовжило свій розвиток. У ньому відкривається Національний парк Кемері, стартує знаменитий у всій Європі пісенний конкурс, а популярність Юрмали, як курорту, знову зростає.

## Туризм в Даугавпілсі
Даугавпілс - місто із захоплюючою історією, свідчення якої збереглися по всьому місту у вигляді пам'ятників архітектури. Але головним скарбом Даугавпілса є, мабуть, його надзвичайно багата, мальовнича природа. Місто і його околиці украшають 16 озер, 8 річок і струмків, ліси і чудові парки. Ці даровані самим небом багатства місто намагається використовувати і розвивати. Бази відпочинку, гостьові будинки, кемпінги, спеціально передбачені місця для наметів, риболовства, багать, загалом є все, щоб запропонувати гостям міста комфортний відпочинок на тлі пишноти тутешньої природи. 
Місту вже більше 700 років. Зародження його можна сміливо пов'язувати із зведенням Дінабургського замку. 1275 року магістр Лівонського ордену наказує збудувати замок, місцем будівництва обрався правий берег Даугави. Звідси лицарі ордена здійснювали набіги на сусідні з Дінабургом (саме так називалося місто в ті часи) землі. До цього ж часу відносяться і письмові свідчення про Даугавпілс. Навколо замку виникли поселення, вже в 13-14 століттях це місце вважалося вельми значним торговим пунктом. Статус міста - Даугавпілс отримує в 1582 році. Історія міста вкрай цікава, формувався і розвивався Даугавпілс під впливом декількох культур і релігій. Спочатку був під владою Лівонського ордену, потім, після Лівонської війни, настав період Польско-Литовської влади, а після першого поділу Польщі (1772р) Даугавпілс стає частиною Російської Імперії. Господарі міста раз у раз змінювали один одного. Неодноразово місто перейменовувалось. З Дінабургу перетворився на Борисоглібськ, справа в тому, що в 1656 році за територію міста йшли бої Росії та Швеції і саме в день святих великомучеників Бориса і Гліба російське військо здобуло перемогу над ворогом, на честь чого цар Олексій Михайлович і дав місту нове ім'я. Потім, в 1893 році, імператор Олександр ІІІ називає місто Двінськом. А свою теперішню назву місто знайшло в 1920 році.

## Туризм в Цесісі
Цесіс- місто розташоване в Латвії і славиться своєю багатою історією та культурою. Місто має понад 800 років і приваблює туристів своєю середньовічною архітектурою, яка включає замок, церкви та старовинні будівлі. Тут також можна відвідати парки, музеї та насолоджуватися місцевою кухнею. Цесіс - ідеальне місце для тих, хто цінує історію та природу.Найбільше воно відоме замком, побудованим на початку 13 століття Лівонськими братами-мечоносцями. Сьогодні руїни замку у Цесісі – одна з головних візитівок Балтії. Цесіс також є домом для найстарішої пивоварні в Латвії та приймає відвідувачів, які бажають спробувати смачне свіже пиво.